# Ivan Hribar
Ivan Hribar (Trzin, 19 september 1851 - Ljubljana, 18 april 1941) was een Sloveense bankier, politicus, diplomaat en publicist. 

## Biografie

### Jeugd
Hribar werd in Trzin geboren in een gezin van zeven kinderen. Het gezin moest meermaals verhuizen door het beroep van zijn vader Fran Hribar, die werkte als vastgoedhandelaar. Ivan had in zijn jeugd een zwakke gezondheid en leed aan epilepsie. Zijn gelovige moeder Marijana trok met hem op bedevaart om hulp naar de Sint-Valentinuskerk op de Limbarska gora in Moravče. Dit zou zijn aandoening hebben verholpen. Hij liep school aan het lager gymnasium in Ljubljana van 1864 tot 1867.

### Lokale politiek
Hribar werkte van 1876 tot 1919 in Ljubljana als bankmedewerker bij de Tsjechische bank Slavija. Samen met zijn politieke zielsgenoot Ivan Tavčar was hij een van de boegbeelden van de Sloveense liberale partij in Krain, de Nationale Progressieve Partij, voor de Eerste Wereldoorlog. Hij zetelde vanaf 1882 in de stadraad van Ljubljana, waarin hij de uitbouw van de riolering leidde. In 1896 werd hij tot burgemeester van Ljubljana en stond in voor de heropbouw van Ljubljana na de aardbeving van 1895. Hribar wordt gezien als de burgemeester die Ljubljana van "een groot dorp een stad" maakte. In 1905 kocht de stad het kasteel van Ljubljana over van de overheid. Zijn herverkiezing in 1910 stond keizer Franz Jozef I niet toe, nadat Hribar in ongenade was gevallen door zijn steun aan de betogers in de anti-Duitse protesten in Ljubljana in 1908.

### Nationale politiek
Van 1889 tot 1908 zetelde hij ook in de landsraad van Krain en van 1907 tot 1911 in de Rijksraad. Voor de Eerste Wereldoorlog was hij een van de leidende figuren van het neoslavisme. Na de oorlog was hij van 1919 tot 1921 ambassadeur in Praag namens het Koninkrijk der Serven, Kroaten en Slovenen. Van 1932 tot 1938 was hij Joegoslavisch senator. 

### Overlijden
Op 6 april 1941 vielen Duitsland en Italië Joegoslavië binnen. Hribar pleegde op 18 april op negenentachtigjarige leeftijd zelfmoord als protest op de Joegoslavische overgave. Hij sprong gewikkeld in de Joegoslavische vlag in de Ljubljanica. Hij droeg een gedichtenboek van France Prešeren bij zich.  In zijn afscheidsbrief aan zijn vrouw en dochter citeerde hij deze verzen uit het episch werk Krst pri Savici van de nationale dichter:
Manj strašna noč je v črne zemlje krili, 
kot so pod svetlim soncem sužni dnovi.
(Minder vreselijk is de nacht in de vleugels van de zwarte grond,
dan de dagen van slavernij onder de heldere zon.)

## Privéleven

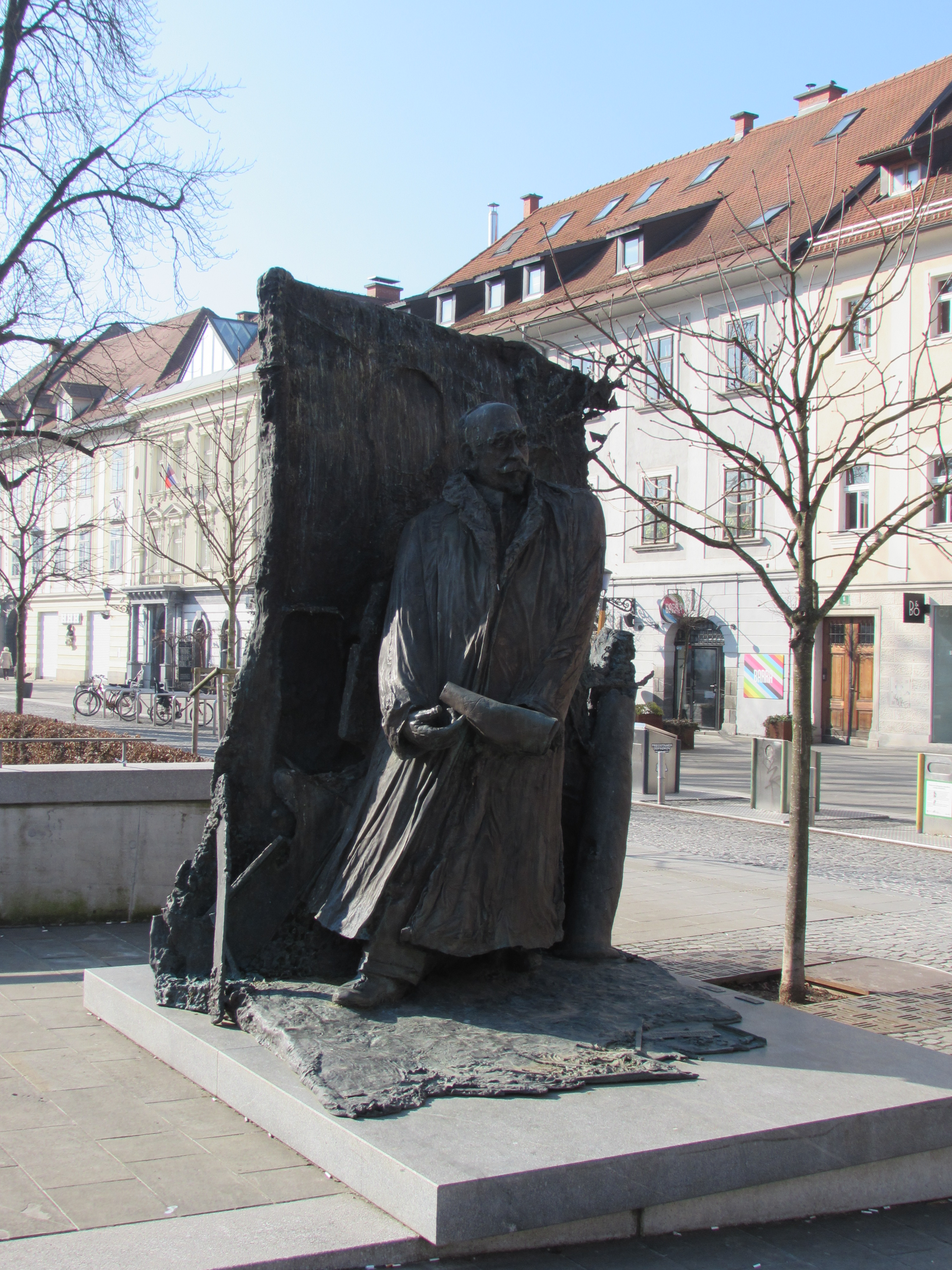
Standbeeld van Ivan Hribar op de oever van de Ljubljanica

Hribar was getrouwd met de Tsjechische Emilia Griga, met wie hij een zoon had, Milan. Rond het jaar 1900 zou Hribar ook twee buitenechtelijke kinderen gekregen hebben, Milka en Pavlo, wie hij beide erkende en financieel ondersteunde. In 1909 pleegde zijn zoon Milan zelfmoord. Een jaar later gingen Emilia en Ivan officieus uit elkaar en zou Hribar in het openbaar verschijnen met de aanzienlijk jongere Marija Goričan. Het koppel kreeg een dochter, Zlatica. Hribar trouwde in 1926 met Marija, tien dagen nadat Emilia stierf in een armenhuis.

## Herdenking
Ljubljana benoemde Hribar in 1890 tot ereburger van de stad. In februari 1941 ontving Hribar een eredoctoraat aan de Universiteit van Ljubljana, voor onder andere zijn steun aan de oprichting van de universiteit in 1919. In Slovenië staan verschillende monumenten ter nagedachtenis van hem. Op 30 augustus 2010 huldigde de stad Ljubljana het standbeeld van Hribar aan de oever van de Ljubljanica in, gemaakt door de beeldhouwer Mirsad Begić. In zijn geboorteplaats Trzin staat aan het cultureel centrum een buste van hem gemaakt door Miha Kač.